# Îlot de la Gourdaine
Îlot de la Gourdaine (ostrůvek Gourdaine), též nazývaný île du Patriarche (Patriarchův ostrov) je zaniklý ostrov na řece Seině v Paříži. Společně s île aux Juifs byl připojen k ostrovu Cité při stavbě Pont Neuf.

## Poloha
Nacházel se západně od ostrova Cité, v severní části dnešního Square du Vert-Galant, které leží na západním cápu ostrova Cité.

## Historie
Ve 14. století po dostavbě hradeb Karla V. ostrov téměř sousedil se zdí Palais de la Cité. Nacházel se zde vodní mlýn na pilotech ve volné vodě, na místě dnešního Quai de l'Horloge. V tomto mlýnu nechal Jindřich II. razit peníze a mlýn zmizel až v roce 1578. V roce 1556 byla ražbamincí přesunuta do paláce Louvre. Plány z let 1550 a 1553 neuvádějí jména ostrovů poblíž Cité. Ovšem na plánu z roku 1575 je zmínka o mincovním mlýnu (moulin de la Monnaie) zvaném Gourdaine.
Stavba Pont Neuf v letech 1577-1607 znamenala zánik ostrova, který byl připojen k ostrovu Cité. Král Jindřich IV. poskytl pozemky na bývalém ostrově Achilleovi de Harlay, předsedovi Pařížského parlamentu.